# フィリピンヒゲイノシシ
フィリピンヒゲイノシシ(Philippine warty pig、Sus philippensis)は、フィリピンに固有の4種のイノシシの1つである。他の3つの固有種は、ビサヤ諸島のS. cebifrons、ミンドロ島のS. oliveri、パラワン島のパラワンヒゲイノシシ(S. ahoenobarbus)である。フィリピンヒゲイノシシは、顎の付近に2対のこぶとこぶから外側に向かって生えるひげを持つ。

## 亜種
フィリピンヒゲイノシシには、少なくとも2つの亜種が知られている。
- S. p. philippensis（ルソン島及び近隣の島）
- S. p. mindanensis（ミンダナオ島）

## 分布と生息
フィリピンヒゲイノシシの元々の生息域は、フィリピンの西側、具体的には、ルソン島、ビリラン州、サマール島、レイテ島、ミンドロ島、ミンダナオ島、ホロ島、ポリロ島、カタンドゥアネス州等である。ルバング島及びその周辺のイノシシは別種であると考えられている。さらに、かつては標高2,800mまでの大部分の生息域で見られたが、現在では生息域の喪失と罠による過剰捕獲のため、互いに離れた森に生息している。
ボホール州やシブヤン島でもイノシシの存在が報告されているが、これらがどのような種であるかは分かっていない。

## 他のイノシシとの遺伝的な関係
ヒゲイノシシと非常に近縁で、実際にかつてはパラワンヒゲイノシシと同様にこの種の亜種(S. b. philippensis)であると考えられている。パラワンヒゲイノシシも現在は亜種ではなくフィリピンの固有種(S. ahoenobarbus)とされることが多い。

## 混血
森林破壊による生息域の減少等のため、家畜のブタ(Sus scrofa domestica)と接触する機会が多くなり、これら2種の混血が報告されている。そのため、フィリピンヒゲイノシシの遺伝的汚染が問題となっている。